# Ctenognophos tenebrosaria
Ctenognophos tenebrosaria är en fjärilsart som beskrevs av Moore 1867. Ctenognophos tenebrosaria ingår i släktet Ctenognophos och familjen mätare. Inga underarter finns listade i Catalogue of Life.